# Luksemburg na Mistrzostwach Europy w Lekkoatletyce 2014
Luksemburg na Mistrzostwach Europy w Lekkoatletyce 2014 – reprezentacja Luksemburgu podczas Mistrzostw Europy w Zurychu liczyła 4 zawodników.

## Występy reprezentantów Luksemburgu

### Mężczyźni

#### Konkurencje biegowe
| Konkurencja       | Zawodnik       | Eliminacje | Eliminacje | Półfinał | Półfinał | Finał    | Finał | Źródło |
| Konkurencja       | Zawodnik       | Rezultat   | Poz.       | Rezultat | Poz.     | Rezultat | Poz.  | Źródło |
| ----------------- | -------------- | ---------- | ---------- | -------- | -------- | -------- | ----- | ------ |
| Bieg na 400 m ppł | Jacques Frisch | 54,06      | 35.        | NQ       | NQ       | NQ       | NQ    | [ 1 ]  |
| Bieg na 800 m     | David Fiegen   | 1:51.00    | 33.        | NQ       | NQ       | NQ       | NQ    | [ 2 ]  |
| Bieg na 800 m     | Charel Grethen | 1:50.36    | 31.        | NQ       | NQ       | NQ       | NQ    | [ 2 ]  |

### Kobiety

#### Konkurencje biegowe
| Konkurencja   | Zawodniczka      | Eliminacje | Eliminacje | Półfinał | Półfinał | Finał    | Finał | Źródło |
| Konkurencja   | Zawodniczka      | Rezultat   | Poz.       | Rezultat | Poz.     | Rezultat | Poz.  | Źródło |
| ------------- | ---------------- | ---------- | ---------- | -------- | -------- | -------- | ----- | ------ |
| Bieg na 800 m | Charline Mathias | 2:03.43    | 16.        | NQ       | NQ       | NQ       | NQ    | [ 3 ]  |